# Karl August Moritz Schlegel
Karl August Moritz Schlegel (* 26. September 1756 in Hannover; † 29. Januar 1826 in Harburg) war ein deutscher lutherischer Theologe und Publizist.

## Leben
Karl August Moritz Schlegel war der älteste Sohn des Pastors Johann Adolf Schlegel. Seine Brüder August Wilhelm und Friedrich Schlegel gelten als Mitbegründer der Romantik. Er studierte Theologie an der Universität Göttingen und wurde dann zunächst Hauslehrer in Mecklenburg. 1785 wurde er Pastor in Bothfeld bei Hannover (heute Stadtteil), 1790 zweiter Prediger in Harburg und 1796 Superintendent in Göttingen. Schlegel kehrte 1816 als Generalsuperintendent der Generaldiözese Harburg und erster Prediger nach Harburg zurück, wo er sich bis zu seinem Tod vorrangig um seine Aufgabenstellungen in der Kirchenleitung kümmerte.
Sein Sohn Johann August Adolph Schlegel (1790–1840) war Philologe und Subrektor am Domgymnasium Verden.

## Schriften
- Darstellung der verbotenen Grade der Verwandtschaft und Schwägerschaft, nebst einem Versuche zu einer neuen Begründung der Eheverbote nach reinen Principien der Sittenlehre und des Naturrechts, Hannover 1802